# Крювелье, Жан
 Жан Крювелье́ (фр. Jean Cruveilhier; 9 февраля 1791, Лимож — 7 марта 1874) — французский патологоанатом.

## Биография
Сын военного врача. В 19 лет прибыл в Париж и по настоянию отца стал учеником известного медика Гийома Дюпюитрена. Знакомство с будущей профессией вызвало у юного Крювелье тяжелое отвращение, и он попытался уйти из медицины в богословие, однако отец заставил его вернуться к Дюпюитрену, и в 1816 году Крювелье получил звание доктора медицины за диссертацию «Essai sur l’anatomie pathologique en général et sur les transformations et productions organiques en particulier», классифицирующую органы по возможным в них патологическим изменениям. В 1823 году Крювелье стал экстраординарным профессором хирургии в Монпелье; в 1825 — профессором описательной анатомии в Париже; в 1836 году перешёл на кафедру патологической анатомии, в области которой работал свыше 30 лет. В 1826 году Крювелье заново организовал Анатомическое общество и возглавлял его последующие 40 лет. В 1836 году Крювелье был избран в Медицинскую академию, а в 1839 году стал её президентом.
В ряду многочисленных сочинений Крювелье особенно славилась его патологическая анатомия человеческого тела (Париж, 1830—1842), с атласом из 230 рисунков. Главнейшим его трудом считается классический «Traité d’anatomie pathologique générale» (П., 1849—1864). Крювелье в 1835 году впервые описал рассеянный склероз.

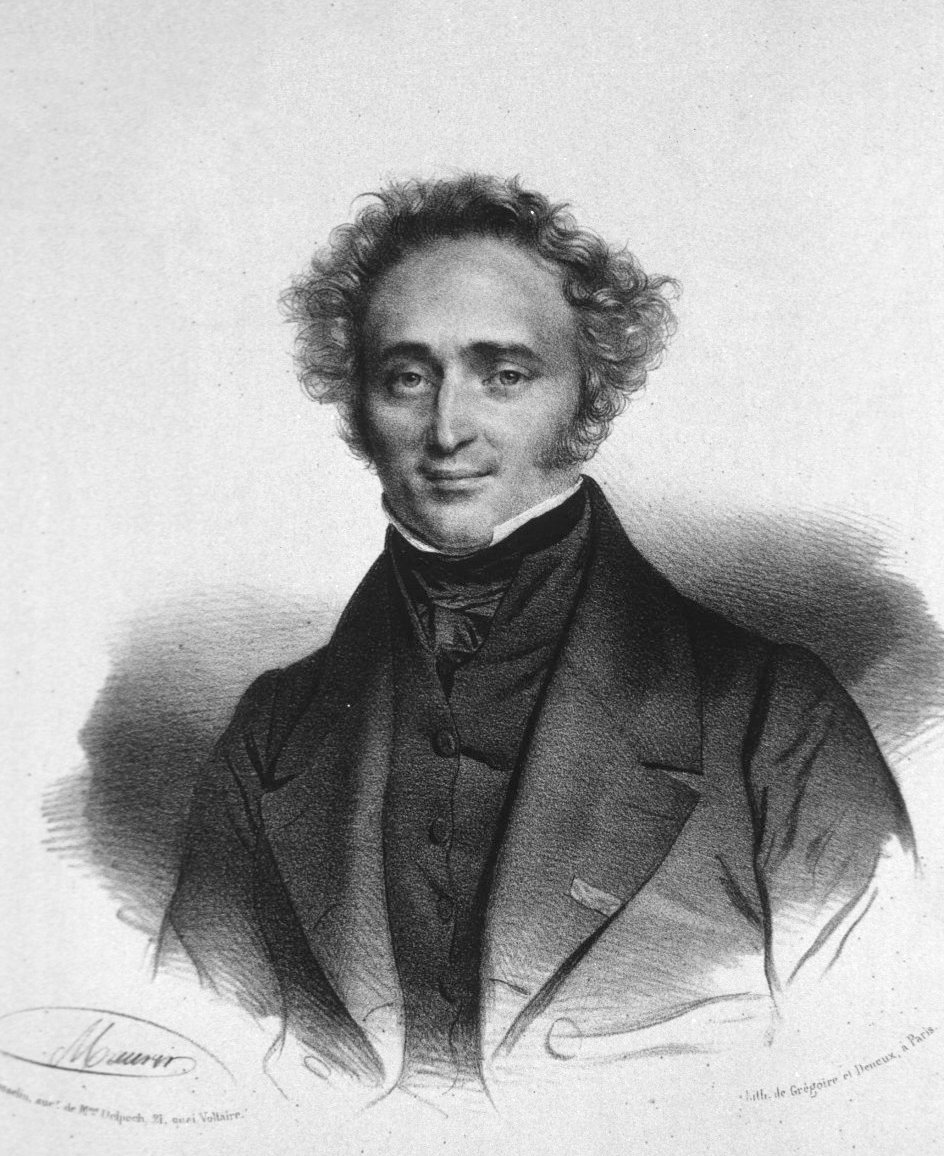
Жан Крювелье

## Образ в кино
- «Хромой дьявол» (Франция, 1948) — актёр Леон Вальтер[фр.]